# Barbour County (West Virginia)
Barbour County ist ein County im Bundesstaat West Virginia der Vereinigten Staaten. Der Verwaltungssitz (County Seat) ist Philippi. Das U.S. Census Bureau hat bei der Volkszählung 2020 eine Einwohnerzahl von 15.465 ermittelt.

## Geographie
Das County liegt im Nordosten von West Virginia und hat eine Fläche von 888 Quadratkilometern, wovon fünf Quadratkilometer Wasserfläche sind. Es grenzt im Uhrzeigersinn an folgende Countys: Taylor County, Tucker County, Randolph County, Upshur County und Harrison County.

## Geschichte
Barbour County wurde am 3. März 1843 aus Teilen des Harrison County, Lewis County und Randolph County gebildet. Benannt wurde es nach Philip Pendleton Barbour, einem Mitglied des Repräsentantenhauses, Richter am Obersten Gerichtshof der Vereinigten Staaten und Bruder des US-Kriegsministers James Barbour. Am 3. Juni 1861 fand hier mit dem Gefecht bei Philippi die erste Landschlacht des Amerikanischen Bürgerkriegs statt.

## Demografische Daten
Nach der Volkszählung im Jahr 2000 lebten im Barbour County 15.557 Menschen in 6.123 Haushalten und 4.365 Familien. Die Bevölkerungsdichte betrug 18 Einwohner pro Quadratkilometer. Ethnisch betrachtet setzte sich die Bevölkerung zusammen aus 97,36 Prozent Weißen, 0,49 Prozent Afroamerikanern, 0,71 Prozent amerikanischen Ureinwohnern, 0,26 Prozent Asiaten, 0,02 Prozent Bewohnern aus dem pazifischen Inselraum und 0,12 Prozent aus anderen ethnischen Gruppen; 1,03 Prozent stammten von zwei oder mehr Ethnien ab. 0,47 Prozent der Bevölkerung waren spanischer oder lateinamerikanischer Abstammung.
Von den 6.123 Haushalten hatten 30,1 Prozent Kinder und Jugendliche unter 18 Jahre, die bei ihnen lebten. 57,2 Prozent waren verheiratete, zusammenlebende Paare, 10,3 Prozent waren allein erziehende Mütter, 28,7 Prozent waren keine Familien, 25,1 Prozent waren Singlehaushalte und in 12,6 Prozent lebten Menschen im Alter von 65 Jahren oder darüber. Die Durchschnittshaushaltsgröße betrug 2,47 und die durchschnittliche Familiengröße lag bei 2,94 Personen.
Auf das gesamte County bezogen setzte sich die Bevölkerung zusammen aus 23,0 Prozent Einwohnern unter 18 Jahren, 9,4 Prozent zwischen 18 und 24 Jahren, 26,8 Prozent zwischen 25 und 44 Jahren, 25,2 Prozent zwischen 45 und 64 Jahren und 15,6 Prozent waren 65 Jahre alt oder darüber. Das Durchschnittsalter betrug 39 Jahre. Auf 100 weibliche Personen kamen 96,7 männliche Personen. Auf 100 Frauen im Alter von 18 Jahren oder darüber kamen statistisch 92,0 Männer.
Das jährliche Durchschnittseinkommen eines Haushalts betrug 24.729 USD, das Durchschnittseinkommen der Familien betrug 29.722 USD. Männer hatten ein Durchschnittseinkommen von 24.861 USD, Frauen 17.433 USD. Das Prokopfeinkommen betrug 12.440 USD. 22,6 Prozent der Bevölkerung und 18,4 Prozent der Bevölkerung lebten unterhalb der Armutsgrenze. Davon waren 32,0 Prozent Kinder oder Jugendliche unter 18 Jahre und 16,7 Prozent waren Menschen über 65 Jahre.

## Ortschaften im Barbour County
Das Barbour County ist in zwei Gemeinden unterteilt, davon eine City und zwei Towns. Zu Statistikzwecken führt das U.S. Census Bureau zwei Census-designated places, die dem County unterstellt sind und keine Selbstverwaltung besitzen. Diese sind wie die Unincorporated Communities gemeindefreies Gebiet.
| City - Philippi | Towns - Belington - Junior |

Census-designated places (CDP)
- Century
- Galloway

andere Unincorporated Communities
| - Adaland - Adma - Arden - Audra - Bear Mountain - Berryburg - Berryburg Junction - Boulder - Brownton - Calhoun - Carrollton - Century Junction - Claude - Clements | - Clemtown - Corder Crossing - Corley - Cove Run - Dantown - Dartmoor - Dent - Elk City - Finegan Ford - Flora - Fox Hall - Gage - Hall - Hall Station | - Hopewell - Huffman - Independence - Jones - Kalamazoo - Kasson - Kirt - Lantz - Lehigh - Laurel - Lillian - Longview - Mansfield - McLean | - Meadowville - Meriden - Middle Fork - Moatsville - Mount Liberty - Murphy - Nestorville - O’Brien - Overfield - Peeltree - Pepper - Pleasure Valley - Skidmore - Stringtown | - Tacy - Talbott - Tygart Junction - Union - Valley Bend - Valley Furnace - Vannoys Mill - Volga - Weaver Community - Wellington Heights - Werner - Wilmoth - West Junior |